# 張寶華
張寶華（英語：Sharon Cheung Po-Wah，曾改名張洺華），祖籍上海，生于香港，曾任電視新聞記者，被称为“新聞之花”、“寶娃娃”、“小姑娘”、“張妞”。曾任寰亞傳媒集團高級副總裁、電台節目主持人及專欄作家。访问过许多名人，包括江澤民、金庸、羅傑承、劉德華、鄭秀文、黎智英、唐英年、梁振英、陳可辛、王維基等。曾為《信報》、《經濟日報》、《蘋果日報》、《星島日報》、《東周刊》及《明報》等多份報章雜誌撰寫專欄，亦有多部著述。現時也兼任香港足球總會市務及傳訊委員會成員。她還創立了媒體策略公司「一介」。。

## 個人簡歷
張寶華小學畢業於聖公會柴灣聖米迦勒小學（1985年），中學畢業於聖馬可中學。1995年畢業於香港中文大學新聞及傳播學院。畢業後曾在無綫電視新聞及資訊部當實習記者，後轉職南華早報，任政治版记者。
1998年加入有線電視新聞部，至2005年期间任中国组高级记者，專責報道兩岸政治新聞。
2000年10月27日，董建華赴北京述職時，張寶華反複追問當時的中共中央總書記兼國家主席江澤民是否「欽點」董建華連任行政長官，引發江澤民不滿，江公開以「too simple, sometimes naïve」（“太簡單，有時很幼稚”，即“很傻很天真”的較早版本）斥責，使她名噪一時。
她曾任香港記者協會執行幹事及香港大學校外進修學院新聞系講師。2003年，她獲香港中文大學新聞學院頒發第一屆中大新聞獎的「傑出表現獎」。 她表示這個獎帶給她很大的肯定和鼓勵，她甚至覺得之前拿的都不算獎，這個才是她人生的第一個獎。
2003年至2004年，是張寶華周遊列國作新聞採訪的高峰期，她差不多每個月乘一次飛機，到過莫斯科、台灣、南美等地，有時更要馬不停蹄的跟隨國家領導人四出外訪，例如今天在歐洲訪問完國務院總理溫家寶，明天又可能要跟隨國家副主席曾慶紅到非洲外訪。由於採訪的行程緊密，她的身體健康每況愈下，記憶力變差，經常乘飛機更令她耳水不平衡，於是她決定於2005年毅然離開有線。
2005年，獲選為路透社基金會研究學人。同年10月，張寶華離開有線，考獲英國文化協會「志奮領留英獎學金」，到英國牛津大學修讀Media Law and Policy，一年後回港。
2007年6月1日，張寶華得到林建岳賞識，成功轉型上位，成為豐德麗控股有限公司的高級副總裁，專注業務發展。
2008年汶川大地震發生後，張寶華跟劉德華分別當上演藝界512關愛行動的發言人跟召集人，為災民籌款；其後有關工作轉交香港神學院負責。
2009年3月，正當豬流感及經濟低迷時，張寶華成立豐德麗旗下新媒體平台 Goyeah.com, 這是首個免費正版電影網站，網站的收入來源主要是靠網上廣告。當時她跟傳媒說，內容商走得太慢，給盜版商盜取了接近八成正收入，所以goyeah.com是一個自救的運動。
2011年，張寶華成為豐德麗控股有限公司的董事，2009年成立的豐德麗旗下新媒體平台Goyeah.com，已經有超過20萬會員。Goyeah.com 改變定位，由以往只播電影，變成主力製作娛樂資訊節目，以35歲以下年輕人為目標，希望成為「網上年輕版TVB」，2011年的代表作是「敗犬大作戰」真人騷。
2015年張寶華成立奖学金，每年資助一名香港在職記者到英國牛津大學升學，接受「路透社新聞研究中心」提供的專業新聞培訓，并希望獎學金日後能擴展到中國大陸。獎學金運作至今，分別資助了一名《明報》、一名《蘋果日報》記者及一名《南華早報》記者到牛津大學升學。同年5月11日，張寶華於《信報》撰文支持通過政改方案。同年8月，張寶華開始擔任香港數碼電台時事節目主持，并主持清談節目《最好的時光》。同年9月，張寶華正式擔任香港中文大學新聞及傳播學院講師，並於2016年7月把學程結合出版了《BRAND U》，並打入了誠品書店的暢銷書榜。
2016年11月，張寶華與小姪女張詩晨合作舉辦第一個個人油畫展，名為「色繪·女人世界」。畫展以兩位不同年紀的女生的畫筆來表達不同的女人世界，其畫作最特別的地方在於畫中女人全部都不見樣貎，或是變成動物頭。張寶華指因為一年前出現情緒問題，所以決定重拾畫筆，以繪畫來發洩情緒，後來偶然在朋友鼓勵下決定舉行畫展，順道為慈善機構籌款。一眾名人嘉賓出席畫展，共籌得25萬元，全數捐給慈善機構「惜食堂」。
2019年，她出版第二本小說《死神教父》，由天地圖書出版。同年，張寶華在澳洲墨爾本皇家理工大學修讀藝術學士學位課程，並於6月24日至30日在海港城港威大廈Wheelock Lounge舉行第二次個人畫展，名為「一點點的美好」，展覽內容分為3個部分，分別為水、山及人；展品的包括張寶華自己最滿意的《太陽花》和《馬蹄蘭》兩幅習作。前財政司曾俊華等名人出席。收入20萬全數捐給張於牛津大學設立的「獅子山精神」獎學金，支持每年一位香港記者到牛津大學就讀一年碩士課程。
2021年5月12日至23日，張寶華在海港城美術館，為本地藝術家馮孟忠策展一個名為「物有所思」的個人作品展。馮孟忠是位香港的年輕藝術家，偏愛大自然，擅長利用木頭、鋼鐵等物料創作。馮孟忠第一個公開展覽的作品是木雕，內容是他的筆記簿。

## 逸事

### 修讀藝術
在母親栽培下，張寶華從小學習鋼琴、芭蕾舞、畫畫等藝術，其中鋼琴達七級，更曾經在大學會堂表演過芭蕾舞，但由於每樣藝術訓練她不是做得特別好，學了八、九年後，最後選擇放棄。，在2015年左右發病時，她以繪畫來放鬆心情，改善情緒。在2018年時，她攻讀香港藝術學院與澳洲皇家墨爾本理工大學（RMIT）合辦的Fine Art藝術學士課程，並得High Distinction成績，並於2022年舉行畢業畫展，展出五十張人像畫。

### 「那位講師」蔡子強
2010年4月，張寶華發表網誌，回應梁家權《蔡子強不壞》一文，她指出「那位講師曾經是我的朋友」，那位講師沒人愛，不是他壞，而是他小家氣、心胸狹窄。張寶華指，在英國回來後一次跟他這位老朋友交談時，蔡傲慢地跟她說，如果她還想做記者，便要踏踏實實地做。蔡更炫耀他當講師幾萬元的人工如何豐厚、福利如何好等。張寶華更不滿蔡在他的專欄內常提在她，並以大哥哥看小妹的角度，說看見她這樣很心痛，批評她不應該作為記者去社交場合、不應該年資有限而出書、不應該問了一個「Too simple」的問題而被人關注等等。所以之後張寶華對蔡「避之則吉」。2013年8月14日，張寶華接受陳志全的網台節目《慢談風月》訪問，談到為何與蔡子強交惡。

### 無國界醫生
2016年，張寶華將《走看東·西——在牛津的文化筆記》及《生命中該有的——張寶華談人物專訪》的版稅收益全數捐贈給了「無國界醫生」或「救世軍中國兒童助學發展計劃」。。2018年2月，由於「無國界醫生」等組織性侵海地女災民的醜聞，張寶華在其面書公開呼籲：「不要再捐錢到以下組織： 宣明會丶樂施會丶無國界醫生組織」，其留下「#不是人」的標示。

### 第一爐香
在許鞍華改編自張愛玲同名小說電影第一爐香中，她客串演出，並出席在香港的首映禮，是她電影生涯處女作。

## 与膜蛤文化的关系
2000年10月27日，香港行政長官董建華赴北京述職時，張寶華询问中共總書記江澤民是否支持董建华连任特首，在获得肯定的回答后继续追问江的表态是否有“钦定”的意味。江泽民不悅，并大声斥责張寶華“跑得比西方記者還快”、“问的问题 too simple，sometimes naive. (太簡單，有時很幼稚)”，成为张宝华记者生涯中的一个重要事件。
伴随2014年前後兴起的“膜蛤文化”，张宝华因为这段流传于互联网的视频再次成为大陆网络热点，张江两人的对话被网民大量引用、调侃。张宝华于2010年开通的新浪微博也随之获得了大量关注，并被称为“蛤丝”（意为江泽民的粉丝）口中的“教主”。2016年1月，张宝华因參加活動到成都，事先於微博召集粉絲聚會，最終超過100人參加，其中大部分為“蛤丝”。

## 主持節目
- 《Too Simple Sometimes (always) Naive》@Youtube
- 《香港故事》
- 《神州穿梭》
- 《對人對話張洺華》 （逢星期六上午09:00，香港電台第二台）
- 《政壇新秀訓練班》 （逢星期六上午10:00，香港電台第二台）
- 《人物風流》
- 《周日不講理》（逢星期日上午11:30，有線財經資訊台，與多位名人輪流主持）
- 《DBC主場》星期四5-7PM, 拍檔謝志峰
- 《最好的時光》星期日1-2PM

## 出版著作
| 新聞背後                        | 2003年1月7日  | 博益出版集團有限公司 | ISBN 9621786452    |
| 兩岸追蹤                        | 2004年1月7日  | 博益出版集團有限公司 | ISBN 9621788056    |
| 生命中該有的 - 張寶華談人物專訪 | 2006年12月7日 | 香港教育圖書公司     | ISBN 9789882002234 |
| 走看東‧西——在牛津的文化筆記     | 2007年6月7日  | 香港教育圖書公司     | ISBN 9789882002401 |
| 生命中該有的（第二版）          | 2009年7月10日 | 香港教育圖書公司     | ISBN 9789882003002 |
| 失眠書店                        | 2014年7月     | 皇冠出版社           | ISBN 9789882163386 |
| Brand U：打造成功個人品牌       | 2016年7月     | 經濟日報出版社       | ISBN 9789626788981 |
| 死神教父                        | 2019年2月     | 天地圖書出版社       | ISBN 9789888547401 |

## 資料來源
1. 1 2 3  周曉暘. . 大學線.   [2022-01-07]. （原始内容存档于2022-09-12） （中文（繁體））.
2. ↑  @sharon_po_wah123. . 2022-09-19  [2022-10-17] –Instagram.    張寶華官方Instagram
3. ↑  . 2014-06-25  [2015-03-26]. （原始内容存档于2016-05-31）.
4. ↑  .   [2022-12-01]. （原始内容存档于2022-12-01）.
5. ↑  香港足總網頁 （页面存档备份，存于） 香港足總網頁
6. ↑  . 東周刊 第310期 Book B 【名人講場】. 2009-08-05  [2017-12-06]. （原始内容存档于2017-12-06）.
7. 1 2  .   [2018-02-04]. （原始内容存档于2018-02-05）.
8. ↑  . varsity.com.cuhk.edu.hk. 2004-04  [2019-02-17]. （原始内容存档于2021-07-13） （英语）.
9. ↑  . 香港中文大學新聞與傳播學院校友會. 2003-10-24  [2022-01-06]. （原始内容存档于2022-01-06） （中文（繁體））.
10. ↑  .   [2021-12-20]. （原始内容存档于2022-07-01） （英语）.
11. 1 2 3  . 香港經濟日報. 2011-11-11  [2022-01-06]. （原始内容存档于2023-04-04） （中文（繁體））.
12. 1 2 3  . 香港經濟日報. 2011-11-11: A50  [2022-01-06]. （原始内容存档于2022-01-07） （中文（繁體））.
13. ↑  .   [2015-06-07]. （原始内容存档于2021-07-13）.
14. ↑  . 當代科技. 2010-02-037  [2022-01-07] （中文（繁體））.
15. ↑  .   [2015-06-07]. （原始内容存档于2021-07-13）.
16. ↑  .   [2015-06-27]. （原始内容存档于2016-08-26）.
17. ↑  黎芷珊. . 晴報. 2016-11-04  [2022-01-06]. （原始内容存档于2023-04-04） （中文（繁體））.
18. ↑  張寶華. . 香港: 天地圖書有限公司. 2019-01. ISBN 9789888547401.
19. ↑  Jill Yu. . she.com. 2019-06-24  [2022-01-06]. （原始内容存档于2023-04-04） （中文（繁體））.
20. 1 2  . 香港經濟日報. 2019-06-24  [2022-01-06]. （原始内容存档于2022-01-06） （中文（繁體））.
21. ↑  . 香港經濟日報. 2021-05-11  [2022-01-06]. （原始内容存档于2023-04-04） （中文（繁體））.
22. ↑  . 香港經濟日報. 2019-06-24  [2022-01-06]. （原始内容存档于2022-01-06） （中文（繁體））. 常笑的張寶華其實患有抑鬱症，在2015年左右發病時，她正正就是靠畫畫改善病情
23. ↑  . Jet Magazine. 2021-11-05  [2022-01-06]. （原始内容存档于2022-05-18） （中文（繁體））. 直至轉到寰亞娛樂公司，任職八年期間，兩度抑鬱病發
24. ↑  . 香港經濟日報. 2018-08-21  [2022-01-08]. （原始内容存档于2022-01-07） （中文（繁體））.
25. ↑  . 金成. 2021-10-26  [2022-01-08]. （原始内容存档于2022-01-07） （中文（繁體））.
26. ↑  . Jet Magazine. 2021-11-05  [2022-01-06]. （原始内容存档于2022-05-18） （中文（繁體））.
27. ↑  梁家權. . 星島日報. 2010-04-12.
28. ↑  張寶華. . 2010-04-14  [2018-02-03]. （原始内容存档于2021-07-13） （中文（繁體））.
29. ↑  . 2013-08-14  [2018-02-04]. （原始内容存档于2021-07-13）.
30. ↑  . 香港經濟日報.   [2022-01-06]. （原始内容存档于2022-03-28） （中文（繁體））.
31. ↑  張寶華. . 2018-02-20 （中文（繁體））.
32. ↑  . 香港經濟日報.   [2021-12-20]. （原始内容存档于2021-12-20） （中文（繁體））.
33. ↑  . www.com.cuhk.edu.hk.   [2016-05-17]. （原始内容存档于2016-12-15）.
34. ↑  . vancouver.singtao.ca.   [2016-06-07]. （原始内容存档于2021-07-13）.
35. ↑  . www.weibo.com.   [2016-06-07]. （原始内容存档于2021-07-13）.
36. ↑  . 中国数字时代. 2016-01-13  [2016-06-07]. （原始内容存档于2021-07-13） （中文（中国大陆））.

## 外部連結
- 張寶華的Facebook專頁
- 張寶華的Instagram帳戶
- 張寶華的Instagram帳戶 (她專為展示她畫作而設 Instagram)
- YouTube上的張寶華頻道
- 張寶華的新浪微博
- 張寶華新官方個人網站 （页面存档备份，存于）
- YouTube上的【TVB新聞檔案】江澤民怒斥香港記者
- 張寶華個人Patreon （页面存档备份，存于） 張寶華個人Patreon （收費內容）